# 埃里希·尤斯科维亚克
埃里希·尤斯科维亚克（德語：Erich Juskowiak，1926年9月7日—），德国男子足球运动员，场上位置是后卫。他曾代表西德国家队参加1958年国际足联世界杯，结果队伍获得第四名。